# Alice Dee
Alice Dee (Eigenschreibweise: ALICE DEE) (* in Hanau) ist eine nichtbinäre deutsche Person, die als MC, im Rap und in Liedtextung aktiv ist.

## Biografie
Alice Dee wurde in Hanau geboren und wuchs in verschiedenen Orten in Süddeutschland auf, unter anderem in Freiburg und zuletzt in Nürnberg. Mit 17 zog Alice Dee aus dem Elternhaus aus.
Neben der eigenen musikalischen Arbeit ist Alice Dee in der Streetwork tätig und gibt Rap-Workshops für Jugendliche und Neulinge im Rap, z. B. im Rahmen des Projekts Sisterqueens.
Alice Dee lebt seit 2012 in Berlin.

## Karriere
Alice Dee begann im Alter von 13 Jahren, Liedtexte zu schreiben. Dies sei von Anfang an von der eigenen Auseinandersetzung mit gesellschaftlichen Ungerechtigkeiten und Machtverhältnissen geprägt gewesen. Während Alice Dee anfangs neben der Sprechmusik auch Gitarre spielte und „punkig unterwegs“ war, wurde Hip Hop im Laufe der Jahre zur musikalischen Heimat.
Nach dem Umzug nach Berlin etabliert sich Alice Dee ab Mitte der 2010er-Jahre als Live-MC und tritt in alternativen Wohnprojekten, Kneipen, bei Cyphers und auf Demonstrationen auf.
2019 veröffentlichte Alice Dee die erste EP, Wildstyles; 2021 und 2022 folgten mit Double Check und Komm zwei weitere. Viele Lieder wurden von Spoke aufgenommen und gemischt.
In den eigenen Liedern thematisiert Alice Dee unter anderem Rassismus, weiße Privilegien und rassistische Polizeigewalt, die eigene nichtbinäre Identität sowie Geschlechterungerechtigkeit.
Für die Filmmusik zur ZDFneo-Serie Becoming Charlie (2024), die als erste deutsche Serie mit nichtbinärer Hauptperson gilt, schrieb Alice Dee die Rapstücke.
Zusammen mit den Rapperinnen Ebow, Sister Fa und Haszcara förderte Alice Dee über mehrere Jahre die musikalische Entwicklung junger Rapperinnen aus Berlin im Rahmen des Projekts Sisterqueens; unter anderem produzierte Alice Dee gemeinsam mit den Teilnehmerinnen Songs und Musikvideos, trat im Rahmen des Projekts auf und war am gleichnamigen Dokumentarfilm über das Projekt beteiligt.

## Pseudonym
Der Künstlername ALICE DEE wird ausgesprochen wie die Droge LSD. In einem Interview darauf angesprochen, sagte Alice Dee: „Ich wünsche mir, dass meine Musik bewusstseinserweiternd wie LSD ist.“ Drogen sind nach Auffassung von Alice Dee weder per se gut noch schlecht, es komme vielmehr auf den Umgang an; in der Tätigkeit in den Sozialen Arbeit sei Alice Dee insbesondere ein offener Dialog mit Jugendlichen wichtig.

## Diskografie (Auswahl)
EPs
- 2019: Wildstyles
- 2021: Double Check
- 2022: Komm

Singles
- 2020: Freitag Nacht
- 2020: Turn it up
- 2021: Kriminell
- 2021: Bester Tag
- 2021: Double Check
- 2021: Tranform
- 2021: Elefant (mit La Byle, Yetundey, Sera Kalo, Pitota, Cara Muru)
- 2022: Fuck it up
- 2022: Pushing Limits
- 2022: Alles fließt
- 2022: Rebell (Sisterqueens feat. Alice Dee)
- 2023: Schritt für Schritt
- 2023: Alarm
- 2024: Odyssee (mit Pelle Parr)
- 2025: Match

Features
- 2023: Opener (Spoke feat. Sorah, Caxxianne, Alice Dee)
- 2023: Gib ihm (Spoke feat. Alice Dee, Leila A.)
- 2023: Tnt (Spoke feat. Alice Dee, Leila A.)